# Brasão de armas da Somália
O brasão de armas da Somália foi adoptado a 10 de Outubro de 1956. Os leopardos que suportam o escudo e a estrela branca, também faziam parte do brasão de armas usado durante a administração Italiana. Anteriormente, as armas da Somália desde 8 de Junho de 1919 eram compostas por um escudo dividido horizontalmente por uma linha ondulada. O parte superior do escudo era azul com um leopardo em cores naturais sobreposto por uma estrela branca de cinco pontas.

## Brasões históricos

Brasão da Somália Italiana (durante a década de 1880 até 1941)
Brasão da Somalilândia Britânica (1884-1960)